# Pizzo Badile
Il Pizzo Badile (3.308 m s.l.m. - piz Badile in romancio) è la cima più conosciuta dei monti della val Bregaglia, al confine tra l'Italia e la Svizzera. È situato fra la val Masino in provincia di Sondrio e la val Bondasca a nord, una valle laterale della val Bregaglia. La sua parete nord rappresenta una delle classiche pareti nord delle Alpi.

## Descrizione

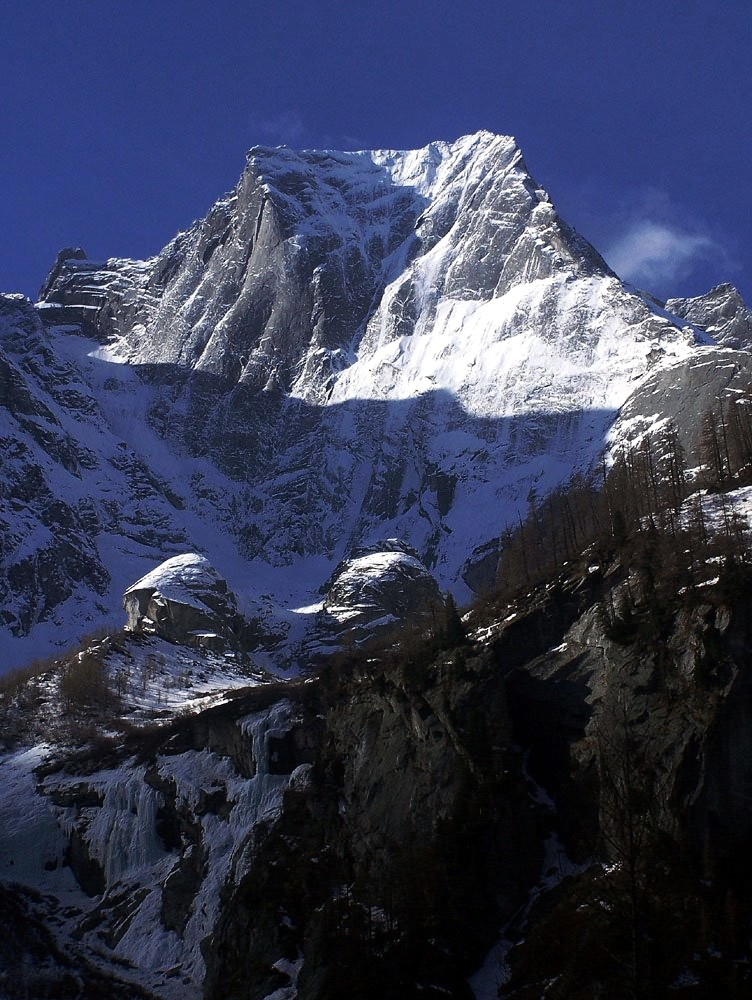
La parete nord-est del Pizzo Badile

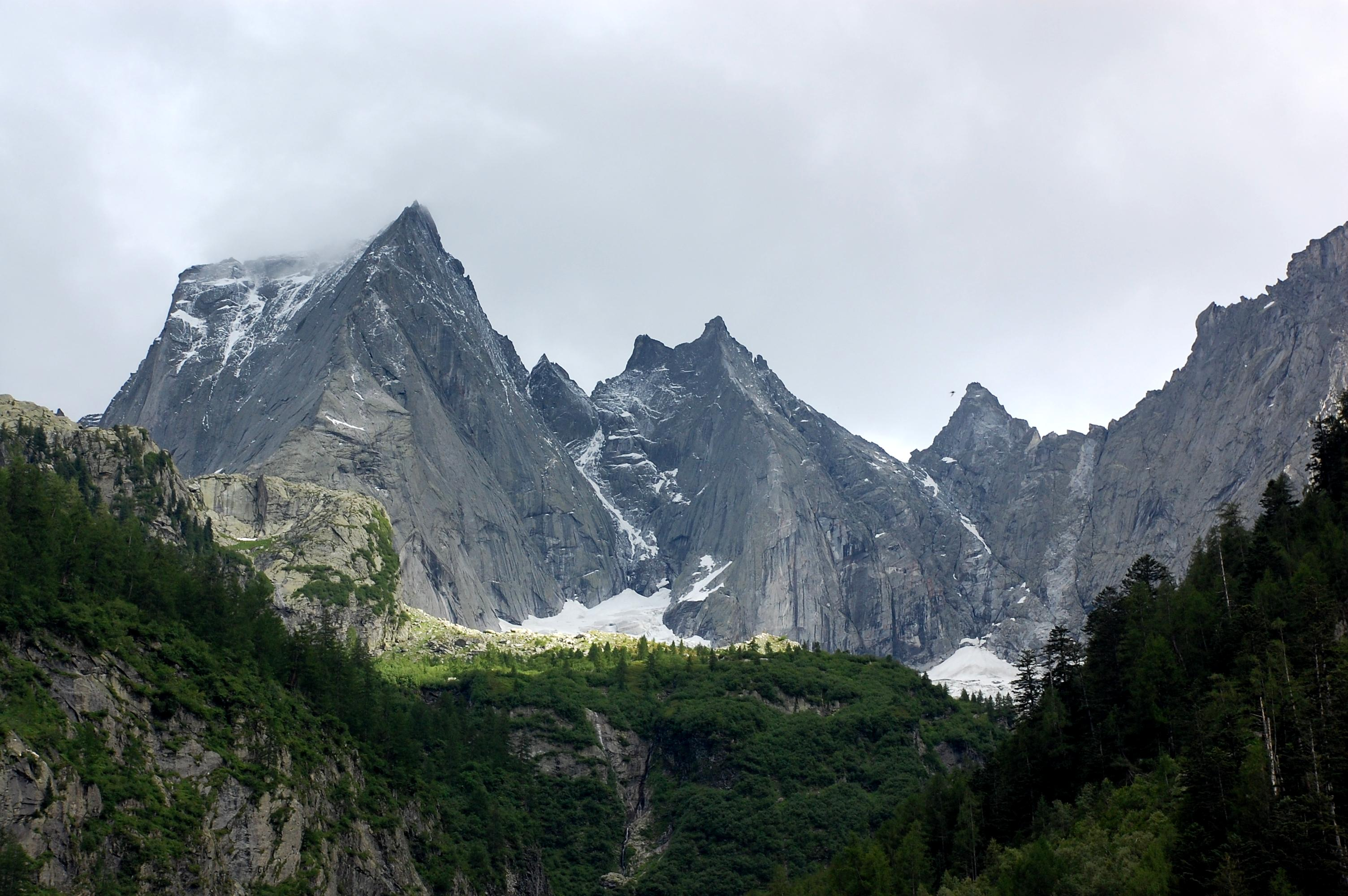
La parete nord-ovest del Pizzo Badile, al centro-sinistra nella foto

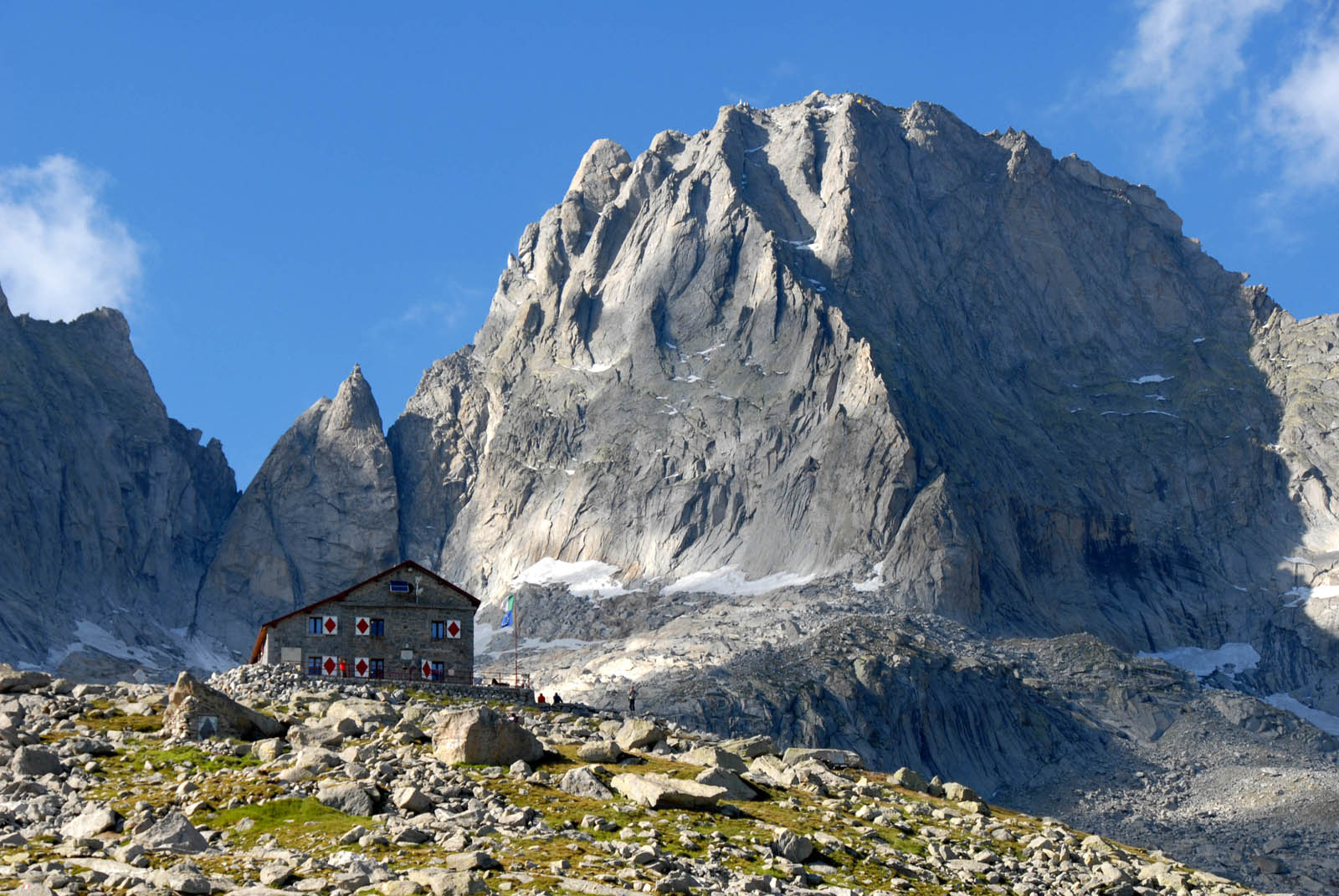
La parete sud del Pizzo Badile: al centro è visibile la cresta sud, alla cui destra sale la via normale

Il Pizzo Badile è la più imponente montagna del gruppo della Bondasca, sebbene sia superato in altezza dal vicino Pizzo Cengalo, di 66 metri più alto. La rinomata parete nord del Pizzo Badile si innalza fra due lingue di ghiacciaio, il vadrec da la Turbinasca a occidente e il vadrec dal Cengal a oriente (vadrec è la denominazione di una lingua di ghiacciaio nel dialetto della Bregaglia). La parete nord si erge per più di 700 m sopra il ghiacciaio. Dalla sua forma trapezoidale deriva il nome alla montagna.
Il Badile è formato da serizzo ghiandone, granito con percentuali particolarmente alte di feldspato.
Dal 1967 è stato predisposto un bivacco nei pressi della vetta.
Nel 2005 è stata portata in cima un'insolita quanto colorata statua di Budai, una figura dell'iconografia buddhista, oggi non più visibile.

## Ascensioni

### Prima ascensione
La prima ascensione fu compiuta il 27 luglio 1867 da William Auguste Coolidge con i suoi compagni di cordata Francois e Henry Dévouassoud, per il versante sud.

## Vie alpinistiche
In questa sezione sono descritte alcune delle vie alpinistiche sul Pizzo Badile.

### Via normale
La via normale sale lungo il versante sud, l'itinerario dei primi salitori e fiancheggia la prominente cresta che solca la parete. La via parte dal rifugio Luigi Gianetti, ha uno sviluppo di 400 metri ed è valutata di grado di difficoltà PD, con passaggi di III+.

### Spigolo nord
I primi a percorrere lo "Spigolo Nord" furono gli italiani Gaetano Scotti, Angelo e Romano Calegari, i quali il 30 luglio 1911 arrivarono fino a metà via, ma, essendo stati costretti a ritirarsi a causa di un temporale, il 3 agosto salirono in vetta alla montagna dalla via normale e si calarono sullo spigolo fino al punto precedentemente raggiunto, risalendolo poi a ritroso. La prima salita integrale e ufficialmente riconosciuta, invece, fu compiuta il 4 agosto 1923 in 12 ore dagli svizzeri Alfred Zürcher e Walter Risch. La via parte poco sopra la capanna Sasc Furä (1904 m), situata nell'alta val Bondasca, e conduce direttamente alla vetta. Ha uno sviluppo di 1000 m ed è valutata di difficoltà D, con passaggi di grado IV+ e V.

### Parete nord-est
- Via Cassin - 14-16 luglio 1937 - Prima salita di Riccardo Cassin, Gino Esposito, Vittorio Ratti, Mario Molteni e Giuseppe Valsecchi, 800 m/TD. La via fu aperta dopo una lotta in parete di tre giorni contro le avverse condizioni meteorologiche. Molteni e Valsecchi morirono per sfinimento durante la discesa per la via sud. Furono impiegati 45 chiodi.[7][8]
  - 6 luglio 1952 - Prima solitaria realizzata da Hermann Buhl. Partito in bicicletta da Landeck nel Tirolo, percorse la via Cassin in solitaria (impiegando 4 ore e 30 minuti) e tornò a casa sempre in bicicletta lo stesso weekend.[9]
  - 20 dicembre 1967/2 gennaio 1968 - Prima invernale compiuta da Alessandro Gogna, Paolo Armando, Gianni Calcagno, Michel Darbellay, Camille Bournissen e Daniel Troillet.[10]
  - 2-3 gennaio 1981 - Prima invernale in stile alpino compiuta da Marco Pedrini; Michel Piola e Danilo Gianinazzi con il supporto logistico (recupero degli sci all'attacco e trasporto dei medesimi alla Capanna Gianetti) di Maurizio Bellini e Aldo Bontagnoli.[5]
  - 1996 - Carlos Suárez sale la via in 50' - record di velocità.[11][12]
  - 21-23 febbraio 2008 - Prima solitaria invernale realizzata da Rossano Libera.[13]
- Via Corti-Battaglia - 17-18 agosto 1953 - Prima salita di Claudio Corti e Felice Battaglia. Felice Battaglia perse la vita al termine della scalata, precipitando dopo essere stato colpito da un fulmine. I primi salitori impiegarono 120 chiodi, 6 cunei e 20 ore di scalata. La via ha un dislivello di 600 m e difficoltà di VI, A3.[14]
- Via degli Inglesi - 8-9 luglio 1968 - Prima salita di Mike Kosterlitz e R.J. Isherwood, 600 m/VI, A2. I primi salitori impiegarono 80 chiodi e 18 ore di scalata.[15]
  - 23-24 luglio 1979 - Prima solitaria realizzata da Martin Moran.[16]
- Via del Fratello - 14-19 marzo 1970 - Prima salita dei fratelli Antonio e Gianni Rusconi, 750 m/V+, A2. I primi salitori impiegarono 130 chiodi.[17]
  - 22-23 luglio 1979 - Prima solitaria realizzata da Giovanni Pirana.[16]

### Parete nord-ovest
- Via Bramani-Castiglioni - 1937 - Prima salita di Vitale Bramani e Ettore Castiglioni.[18]
- Via Chiara, Pilastro a Goccia - 1976 - Prima salita di Francesco Boffini, Guido e Jacopo Merizzi, Giuseppe 'Popi' Miotti, Giovanni Pirana. È la prima via di concezione "moderna" sul Badile, il pilastro infatti non termina in vetta ma sullo Spigolo Nord. Salita in due tempi; 450 m/TD+/VI.[19]
- Ringo Star - agosto 1985 - Prima salita di Tarcisio Fazzini con Ottavio e Tita Gianola, 650 m/TD+/VI.[20]

### Parete sud
- Via Molteni - 16-17 agosto 1935 - Prima salita di Mario Molteni e Mario Camporini. La via sale nella parte sud-est, ha uno sviluppo di 400 metri e difficoltà V/D+.[21]
- Diretta Giulio Fiorelli - 13 agosto 1982 - Prima salita di C. Pedroni, A. Rossi e C. Selvetti, 450 m/VI+, A2.[21]

## Via di discesa
La discesa si effettua percorrendo la via normale, tuttavia è considerato un percorso complesso e pericoloso a causa della difficoltà ad individuare la via e della presenza di strapiombi in prossimità di essa. Per ovviare a questo problema, sono state attrezzate cinque discese a corda doppia (che necessitano di due corde lunghe 65 metri), delle quali la prima è posta poche decine di metri sotto la vetta lungo la via sopra citata.
Molti alpinisti che salgono gli itinerari sul versante svizzero, optano anche per la discesa lungo lo spigolo nord.

## Galleria d'immagini

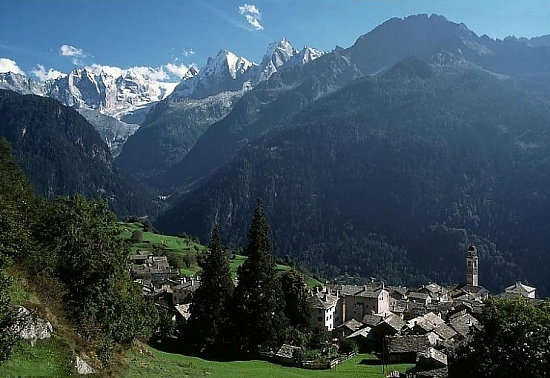
Il Pizzo Badile (sullo sfondo, a destra) visto dalla località di Soglio in val Bregaglia.
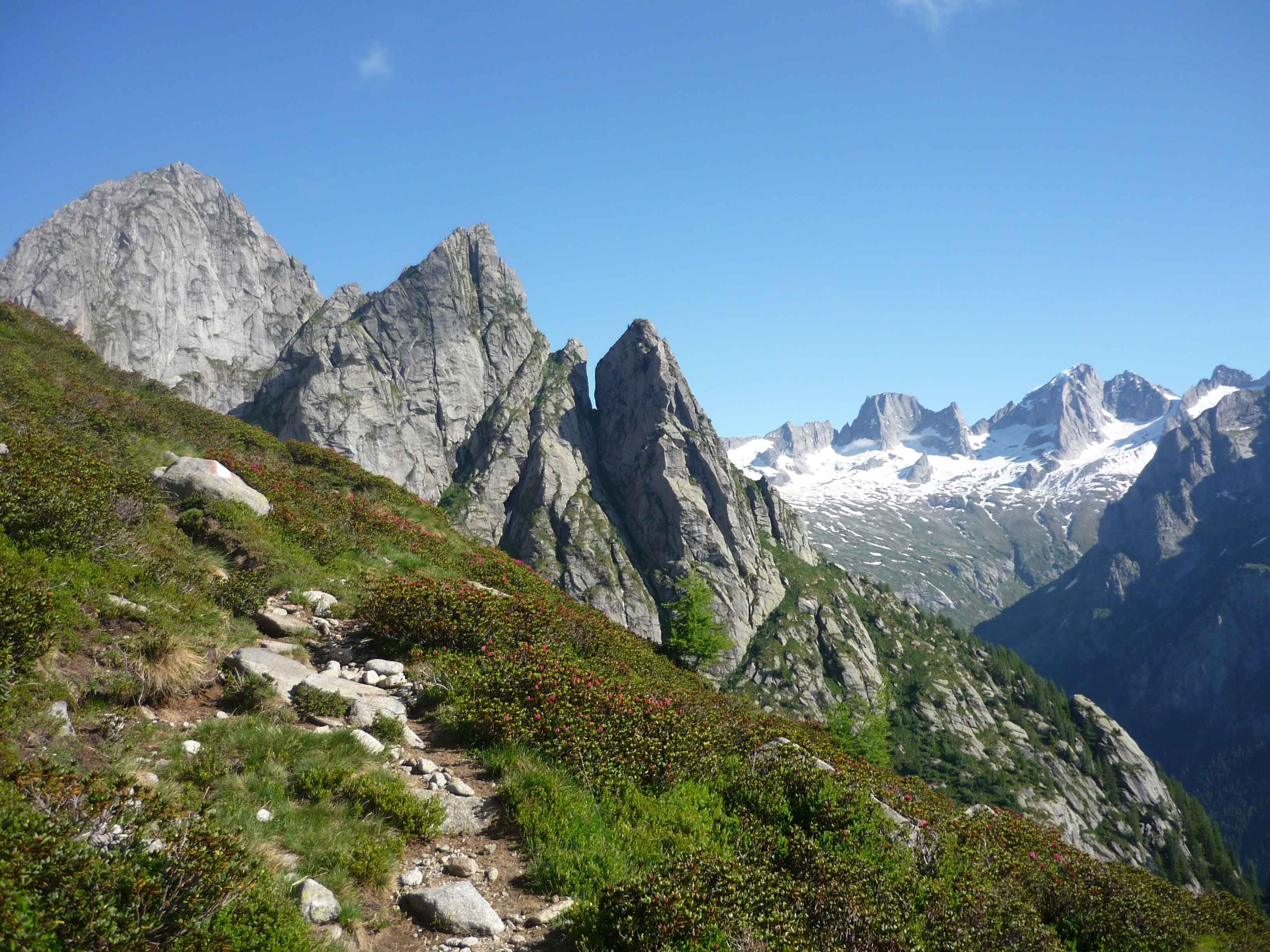
In primo piano la punta Fiorelli, in secondo piano il Pizzo Badile (a sinistra) e il Pizzo Cengalo visti dalla val Merdarola.
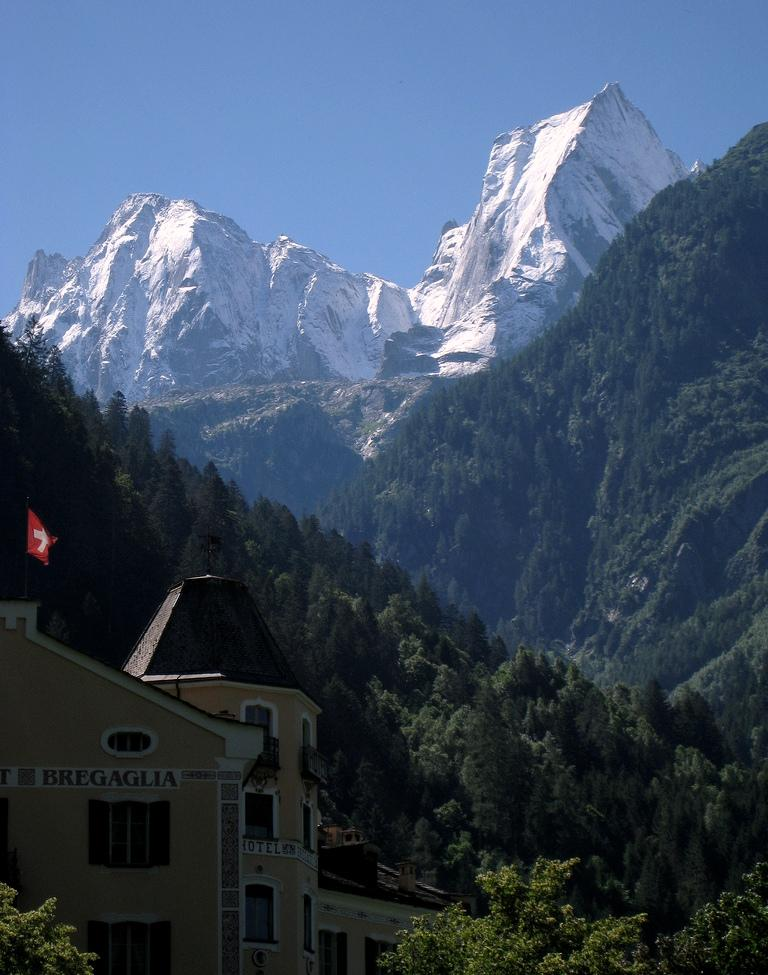
Il Pizzo Badile visto da Promontogno.